# Kościół „Dom” we Wrocławiu
Kościół „Dom” we Wrocławiu – zbór Kościoła Zielonoświątkowego w RP, działający we Wrocławiu.
Pastorem przełożonym zboru jest ksiądz prezbiter Mirosław Walczak. Nabożeństwa odbywają się w ewangelickim Kościele Pamięci Króla Gustawa Adolfa przy ul. ks. Brzóski 1 w każdą niedzielę. Wcześniej zbór funkcjonował jako „Społeczność Chrześcijańska we Wrocławiu”.

## Historia
Społeczność Chrześcijańska we Wrocławiu powstała na skutek rozłamu w łonie  I Zbór Kościoła Chrześcijan Baptystów. 21 sierpnia 2006 decyzją Rady Krajowej WKCh została przyjęta jako zbór do Wspólnoty Kościołów Chrystusowych. Jej pastorem przełożonym został Stanisław Blank. Od 2007 miejscem spotkań Społeczności został ewangelicki Kościół Pamięci Króla Gustawa Adolfa. Współcześnie zbór jest częścią Kościoła Zielonoświątkowego w RP i po zmianie tej posługiwał się początkowo w dalszym ciągu nazwą Społeczność Chrześcijańska we Wrocławiu, a następnie został przemianowany na Kościół „Dom”.

## Działalność
Kościół prowadzi nabożeństwa niedzielne, równolegle z którymi odbywają się zajęcia szkółki niedzielnej dla dzieci (6 przedziałów wiekowych od 3 do 12 lat). Poza pastorem przełożonym nauczania wygłaszają również inni kaznodzieje. 
Mają miejsce również spotkania dla młodzieży w ramach grupy młodzieżowej „Wiara i Relacje”. Organizowane też spotkania grup domowych oraz spotkania „Coffee House”, które skierowane są do osób potrzebujących pomocy, przede wszystkim uzależnionych.
Przy kościele funkcjonuje „Służba Mężczyzn”, będąca częścią Ogólnopolskiego Duszpasterstwa Mężczyzn „Szamgar” i zajmująca się budowaniem relacji pomiędzy wiernymi wspólnoty płci męskiej. Pozostaje ona m.in. organizatorem „Konferencji dla Facetów” oraz „Męskich Śniadań”. Działa ponadto służba modlitewna za kościół prześladowany, służba uzdrowienia „Pokój modlitwy”, Służba Wstawiennicza prowadząca modlitwy w różnych intencjach, służba „Witaki” troszcząca się o komfort wiernych podczas wizyty w kościele oraz Służba Doradców Duchowych, udzielająca wsparcia wiernym w różnorakich potrzebach. Działalność muzyczną w zborze realizuje grupa uwielbieniowa.
2 października 2019 został tu założony szczep chrześcijańskiej organizacji skautowskiej „Royal Rangers”